# Конрат, Пауль
Пауль Конрат (нем. Paul Conrath; 21 ноября 1896 — 15 января 1979) — немецкий офицер, участник Первой и Второй мировых войн, генерал парашютных войск, кавалер Рыцарского креста с Дубовыми листьями.

## Первая мировая война
В августе 1914 года поступил добровольцем на военную службу, в артиллерийский полк. С октября 1914 года — на фронте. С марта 1917 года — лейтенант. Награждён Железными крестами обеих степеней.

## Между мировыми войнами
В 1919 году — уволен с военной службы (по Версальскому сокращению рейхсвера). С 1920 года — служил в полиции, в 1934 году — майор полиции.
С апреля 1935 года — вновь на военной службе (в люфтваффе), майор. В 1935—1936 годах — адъютант главнокомандующего люфтваффе. С октября 1936 года — командир зенитной батареи, затем командир зенитного батальона. С января 1938 года — вновь адъютант главнокомандующего люфтваффе. С декабря 1938 года — подполковник.

## Вторая мировая война
С марта 1940 года — полковник, с июня 1940 года — командир зенитного полка «Генерал Геринг». Участвовал во Французской кампании.
Летом и осенью 1941 года — участвовал в германо-советской войне, бои на Украине. В сентябре 1941 года — Конрат награждён Рыцарским крестом.
С июня 1942 года — генерал-майор. В июле 1942 года — полк развёрнут в бригаду, в октябре 1942 года — в дивизию.
В начале 1943 года — бои в Тунисе, против американо-британских войск. В мае 1943 года — дивизия «Генерал Геринг» разгромлена в Африке. Из её остатков в Сицилии формируется моторизованная (с июля 1943 года — танковая) дивизия «Герман Геринг».
С июля 1943 года — бои против высадившихся на Сицилии американо-британских войск. В августе 1943 года — Конрат награждён Дубовыми листьями к Рыцарскому кресту (за бои в Африке). С сентября 1943 года — в звании генерал-лейтенанта. Бои в Италии. Конрат награждён Золотым немецким крестом.
С апреля 1944 года — на должности инспектора парашютных войск. С января 1945 года — в звании генерала парашютных войск.
8 мая 1945 года, после капитуляции Германии, взят в американский плен.